# Alford (Lincolnshire)
Alford is een civil parish in het bestuurlijke gebied East Lindsey, in het Engelse graafschap Lincolnshire met 3459 inwoners.

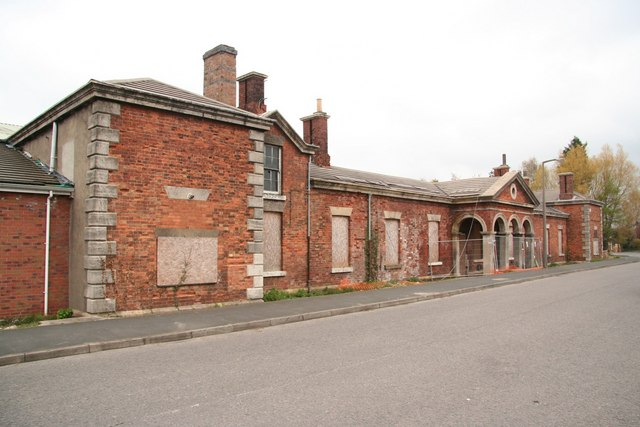
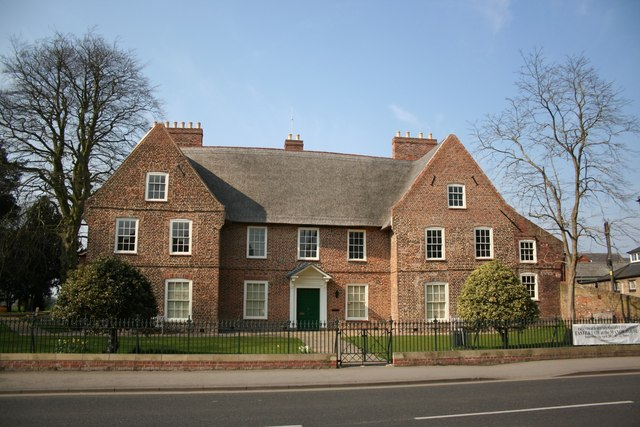
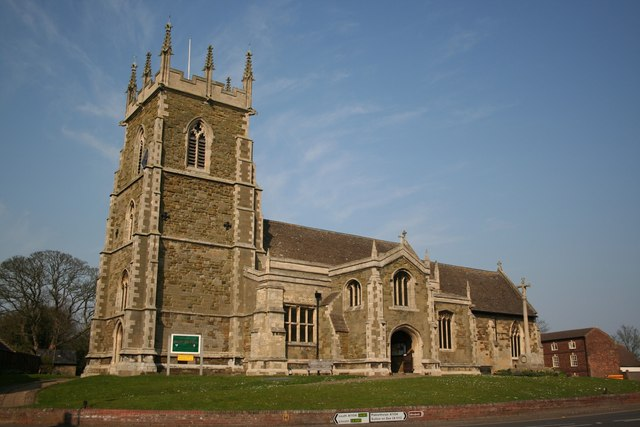